# Dieudonné (Vorname)
Dieudonné ist ein französischer Vorname, der auch als Familienname Verwendung findet. 

## Herkunft und Bedeutung
Der Name ist die französische Ableitung von Deodatus (auch Adeodatus) und bedeutet „von Gott gegeben“ oder – wie Theodor – „Gottesgeschenk“.

## Namenstag
- 19. Juni (Gedenktag des heiligen Deodatus von St. Dié)

## Namensträger
- Dieudonné Bogmis (1955–2018), kamerunischer Geistlicher und römisch-katholischer Bischof von Eséka
- Dieudonné Costes (1892–1973), französischer Pilot
- Dieudonné Dagnelies (1825–1894), belgischer Komponist und Dirigent
- Dieudonné Datonou (* 1962), beninischer Geistlicher, römisch-katholischer Erzbischof und Diplomat des Heiligen Stuhls
- Dieudonné Disi (* 1980), ruandischer Langstrecken- und Crossläufer
- Dieudonné Gbakle (* 1995), malischer Fußballspieler
- Dieudonné de Gozon († 1353), von 1346 bis zu seinem Tod Großmeister des Johanniterordens
- Dieudonné Hamadi (* 1984), kongolesischer Filmregisseur
- Dieudonné M’bala M’bala  (* 1966), rechtsextremer französischer Komiker
- Dieudonné M’Sanda Tsinda-Hata (1935–2001), kongolesischer Geistlicher und römisch-katholischer Bischof von Kenge
- Dieudonné Mubenzem (* 1996), tschechischer Handballspieler
- Dieudonné Niangouna (* 1976), kongolesischer Dramatiker, Regisseur und Bühnenbildner
- Dieudonné Nino Malapet (1935–2012), kongolesischer Musiker
- Dieudonné Nzapalainga (* 1967), Erzbischof von Bangui
- Dieudonné-Pascal Pieltain (1754–1833), belgischer Komponist und Violinist
- Dieudonné Thiébault (1733–1807), Professor für französische Grammatik im Dienst Friedrichs des Großen
- Dieudonné Yougbaré (1917–2011), burkinischer Geistlicher und römisch-katholischer Bischof von Koupéla

Zwischenname
- Nicéphore Dieudonné Soglo (* 1934), beninischer Politiker, 1991–1996 Präsident von Benin
- Emmanuel Augustin Dieudonné de Las Cases (1766–1842), französischer Marineoffizier und Staatsmann unter Napoleon